# Prince-Est
Pour l’article homonyme, voir Prince.
Prince-Est fut une circonscription électorale fédérale de l'Île-du-Prince-Édouard. La circonscription fut représentée de 1896 à 1904.
La circonscription a été créée en 1892 à partir du Comté de Prince et du Comté de Queen. Abolie en 1903, la circonscription fut redistribuée parmi Prince et Queen's

## Géographie
En 1892, la circonscription de Prince-Est comprenait:
- La ville de Summerside
- Les lots 15, 17, 18, 19, 25, 26, 27, 28, 29, 30 et 67
- Diverses îles dans la baie de Richmond

## Députés
1. 1896-1898 — John Yeo, Libéral
2. 1898¹-1900 — John Howatt Bell, Libéral
3. 1900-1904 — Alfred Alexander Lefurgey, Conservateur

- ¹ = Élection partielle